# Montagny-lès-Seurre
Montagny-lès-Seurre é uma comuna francesa na região administrativa da Borgonha-Franco-Condado, no departamento de Côte-d'Or. Estende-se por uma área de 7 km². Em 2010 a comuna tinha 110 habitantes (densidade: 15,7 hab./km²).

## Fotografias

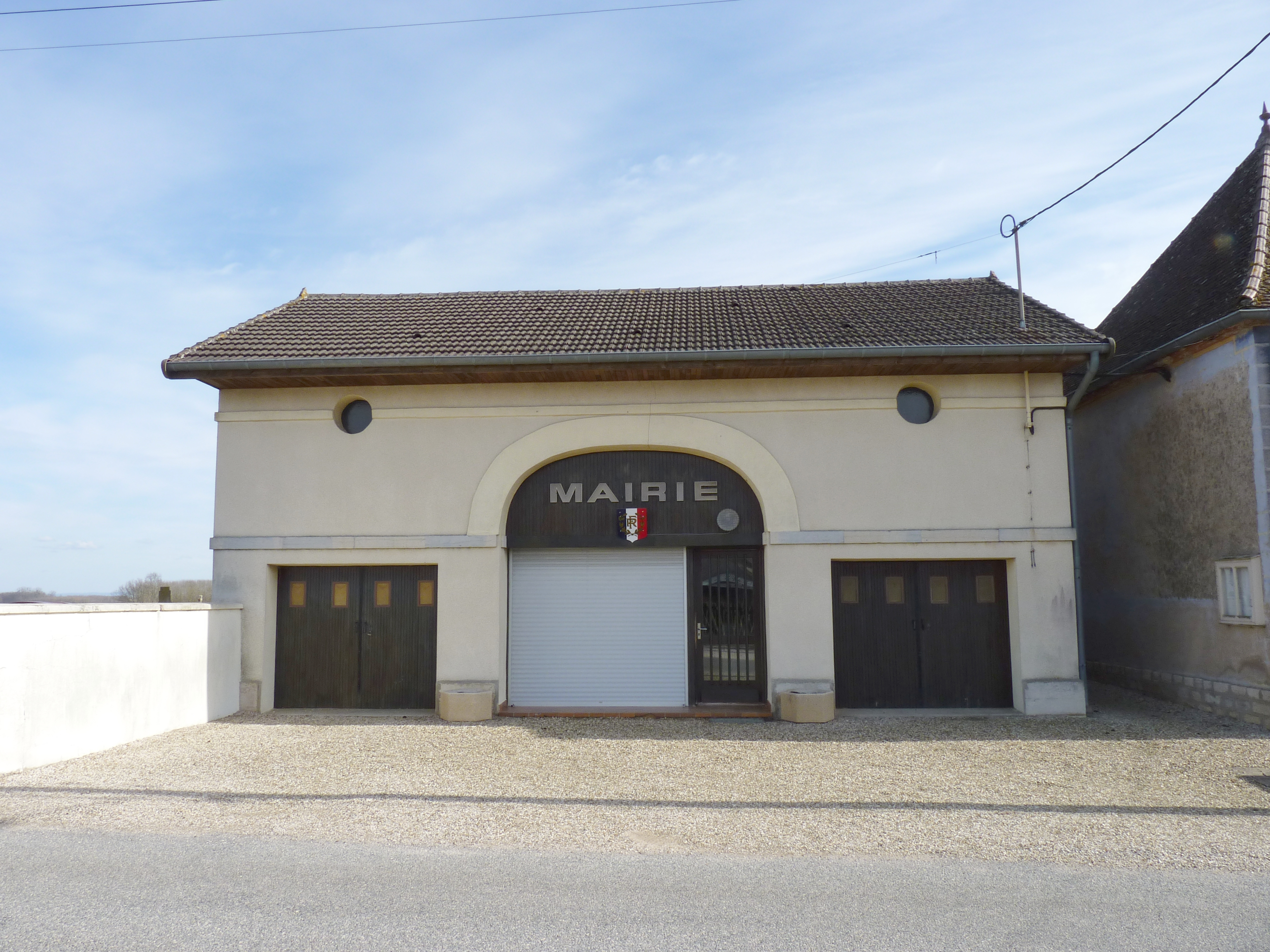
Câmara Municipal
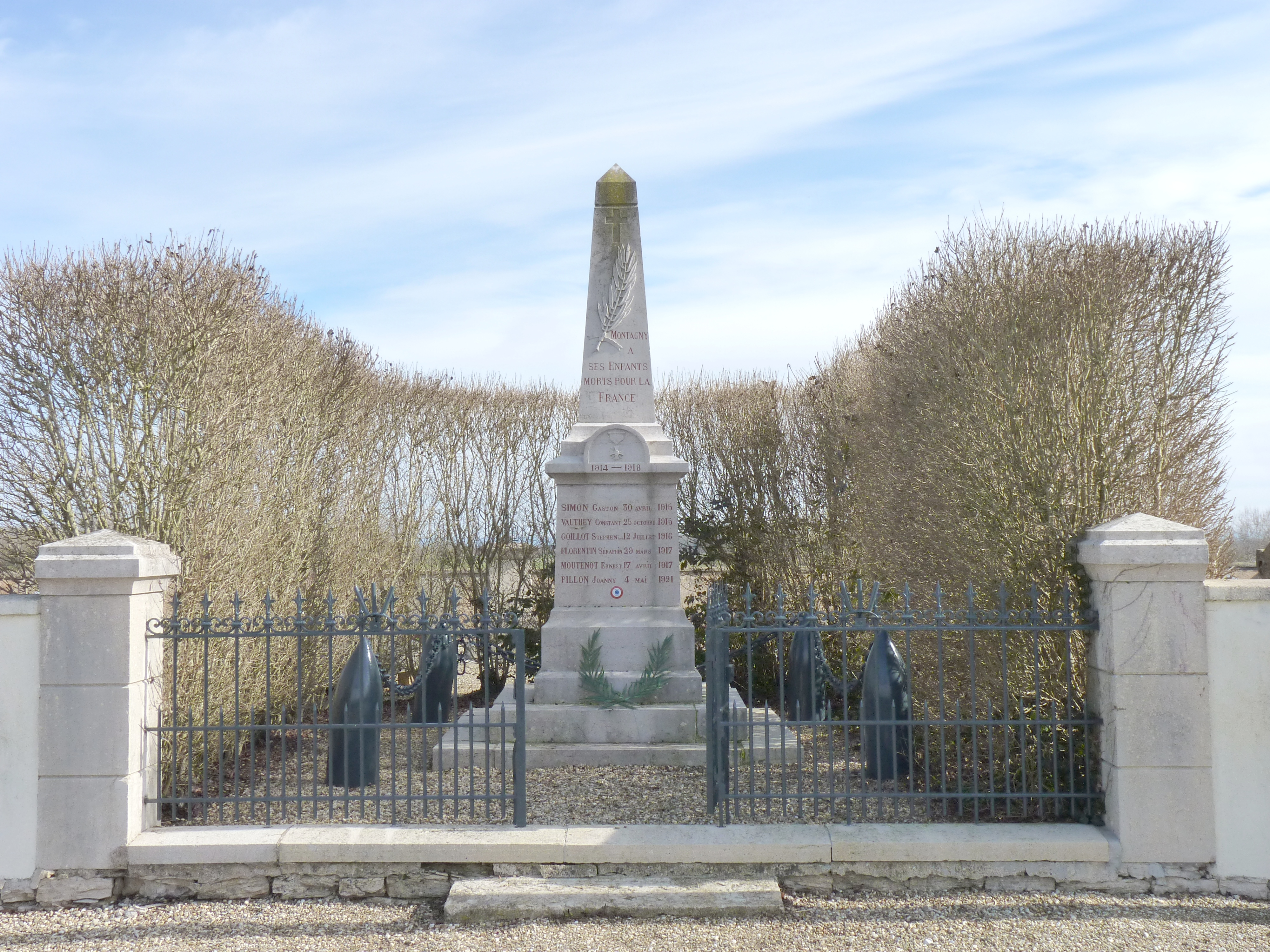
O memorial
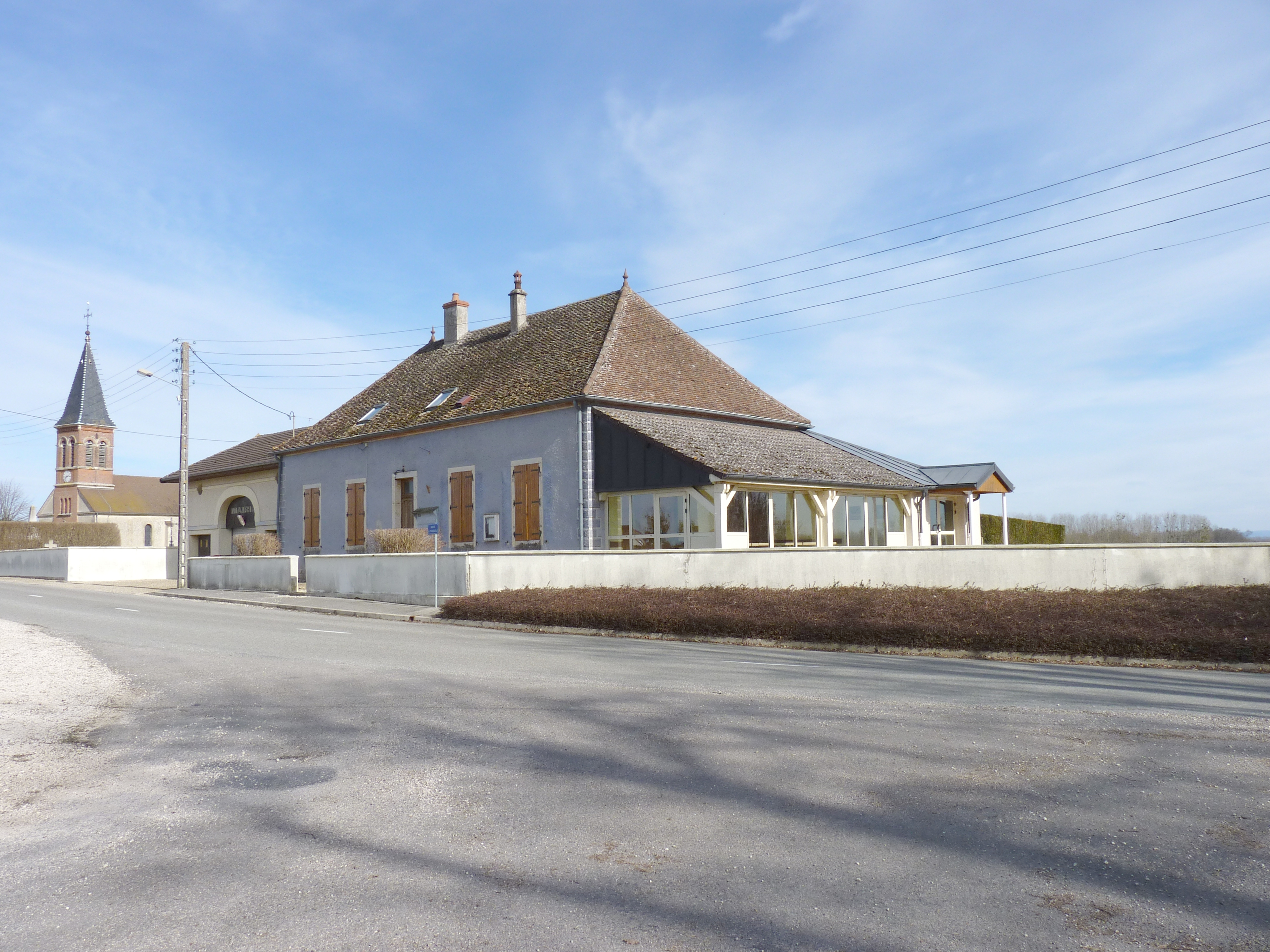
A velha escola
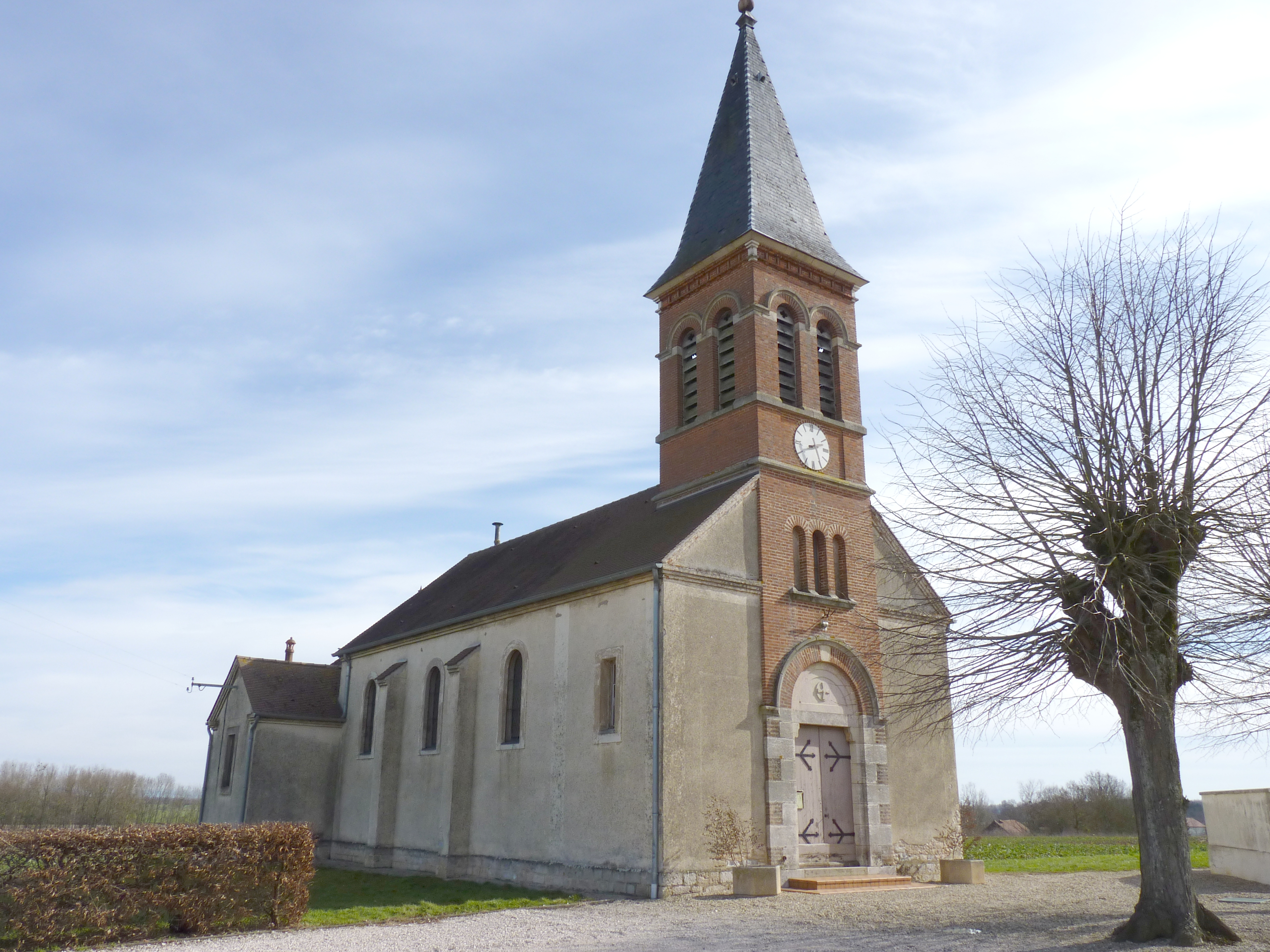
A Igreja
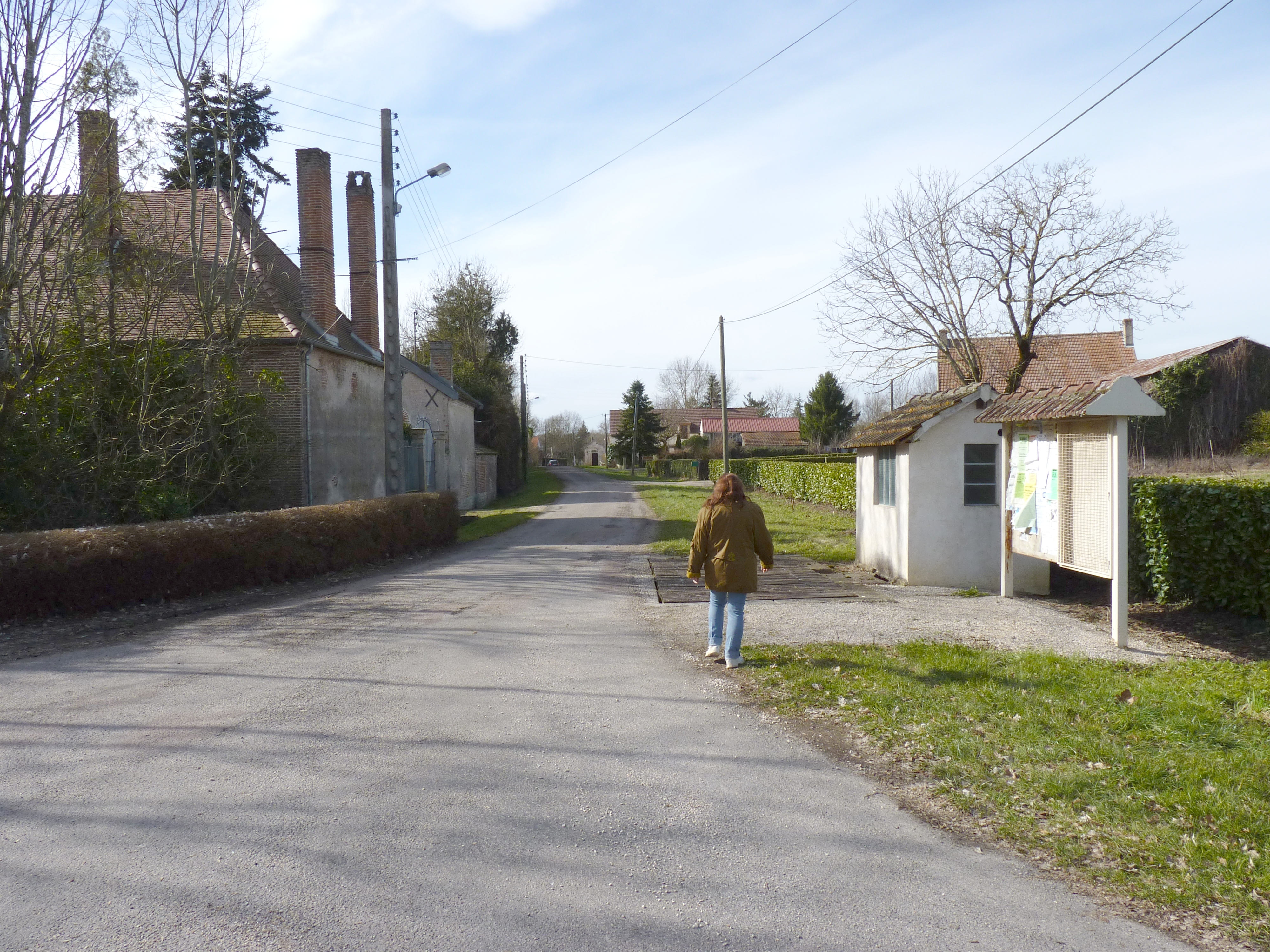
Rue de l'Église